# Otto Stender

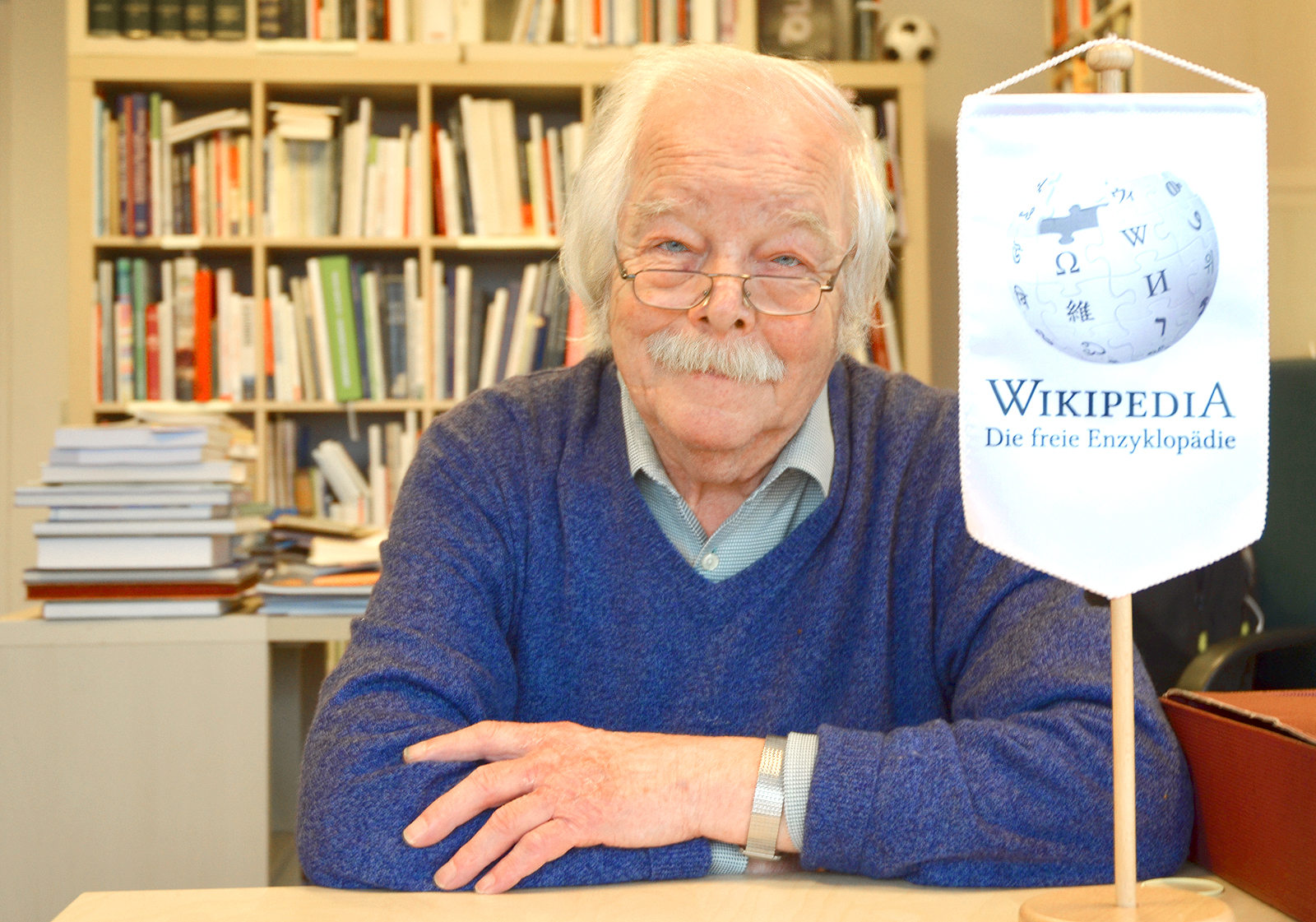
Otto Stender Mitte März 2018

Otto Stender (geboren am 4. Dezember 1936 in Uelzen; gestorben am 30. September 2021 in Hannover) war ein deutscher Buchhändler und Gründer des Bundesverbandes Mentor – Die Leselernhelfer.

## Leben

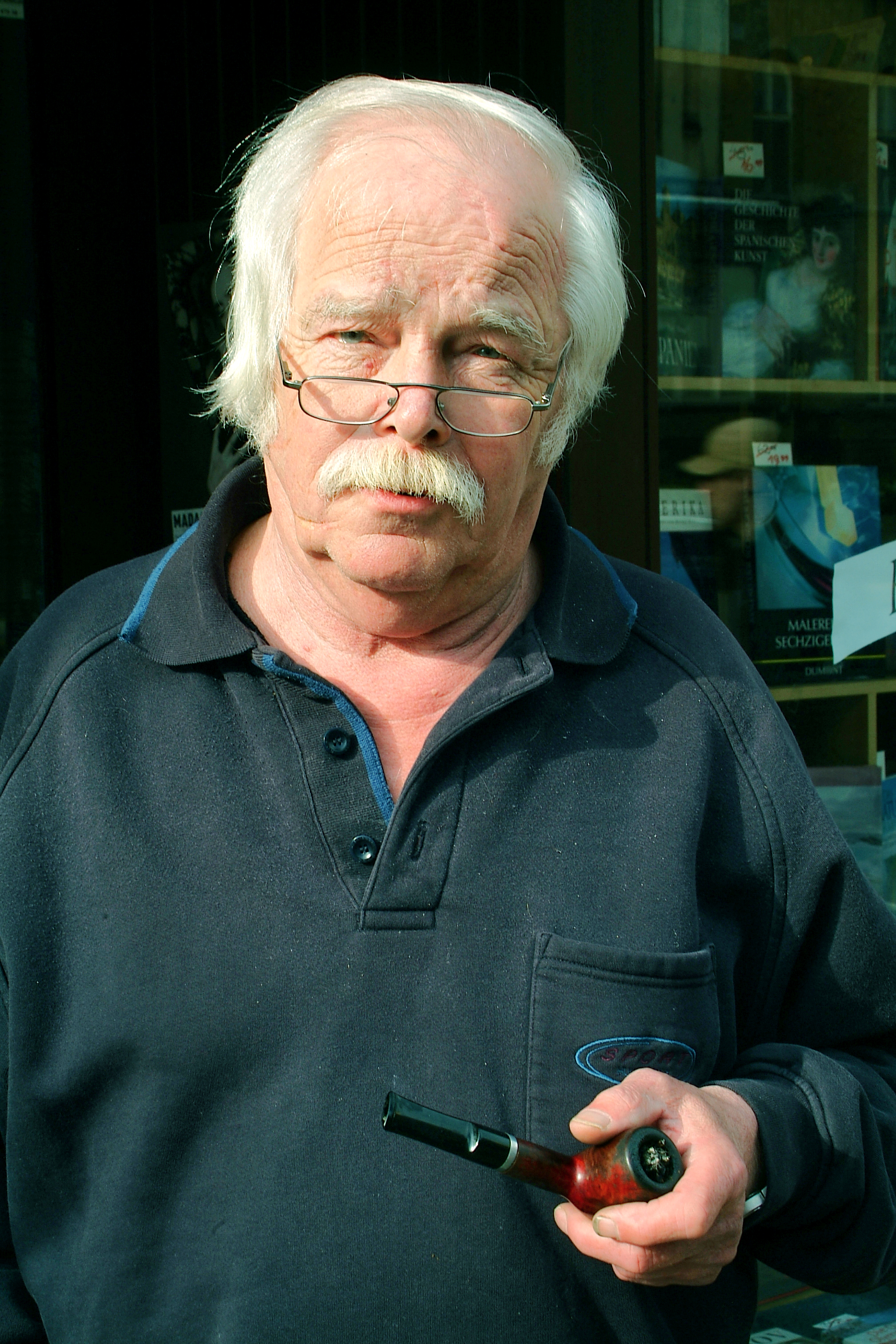
Otto Stender 2012

Otto Stender kam durch die Lektüre von Mark Twains Die Abenteuer des Tom Sawyer zur Literatur. Stender hat einen Zwillingsbruder, der in Coppenbrügge Buchhändler war.
Ab 1954 durchlief Stender eine Ausbildung zum Buchhändler. Während der anschließenden Wanderjahre lernte er seine spätere Ehefrau kennen, mit der er 1959 in Hannover ihre erste gemeinsame Buchhandlung und auch seine Familie begründete.
1987 übernahm Stender die Georgsbuchhandlung. Er initiierte als erster in Hannover monatliche Autorenlesungen mit unter anderen Günter Grass, Siegfried Lenz, W. G. Sebald, Doris Dörrie, Hilde Domin und Gabriele Wohmann. Stadtbekannt waren Stenders Veranstaltungen unter dem Oberbegriff „Rotes Sofa“.
1997 musste Stender die Georgsbuchhandlung aufgrund von Mieterhöhungen zunächst in die Karmarschstraße 27 in Hannover verlegen und schließlich 1999 wegen Konkurs schließen. Seine buchhändlerische Tätigkeit führte er zeitweilig in der Marienstraße 77 unter dem Namen Buchhandlung Stender fort.
Als Pferdeliebhaber hielt sich Stender in seiner Freizeit oftmals auf Reithöfen auf, wo er immer wieder junge Mädchen kennenlernte, die nur „schlecht lesen konnten und kaum Bücher kannten“. Diese Erfahrungen führten Stender zu Überlegungen, wie jungen Menschen die Freude am Lesen lernen durch persönlichen Einsatz und Betreuung, sozusagen als „Mentor“, zu vermitteln sei. Auch aufgrund der Ergebnisse der ersten PISA-Studie fand Stender „Hannovers Antwort auf PISA“, den 2003 gemeinsam mit anderen gegründeten Verein Mentor – Die Leselernhelfer.
Durch den 2008 gegründeten Bundesverband der Vereine, den Stender als Vorsitzender leitete und dessen Präsidenten er wurde, Ehrenamtlich wurde bisher die Lese-, Sprach- und Schreibkompetenz von tausender benachteiligter Schüler, Kinder und Jugendlicher unter 16 Jahren, verbessert. Für viele junge Menschen, auch mit Migrationshintergrund, konnten die Bildungschancen, die Chancen auf dem Arbeitsmarkt und die Teilhabe an einer sozialen Stadtgesellschaft verbessert werden.
2014 wurde der Bundesverband der Mentoren und Leselernhelfer mit dem Initiativpreis Deutsche Sprache ausgezeichnet.
Ebenfalls 2014 schloss Stender seine Buchhandlung und spendete die noch unverkauften Bücher dem fairKauf-Warenhaus in Hannover.
Nach der Entgegennahme des Leinesterns, einer Auszeichnung für Ehrenamtliche in Hannover, hielt Stender im September 2017 während einer Festgala eine Rede darüber, wie „die Herkunft und das Versagen der Bildungspolitik“ junge Menschen abhängten:

„Sie haben das Lesen nicht richtig gelernt, weil zuhause nur ferngesehen wird oder weil in Migrantenfamilien zu wenig deutsch gesprochen wird, und sie bekommen dafür die Höchststrafe: lebenslänglich.“

Otto Stender, der zuletzt aufgrund starker Gefäßverengungen in der Henriettenstiftung gewesen ist, ist kurze Zeit nach seinem eineiigen Zwillingsbruder im Alter von 84 Jahren im Krankenhaus der Henriettenstiftung „friedlich eingeschlafen“.

## Bundesversammlung
Bei der Wahl des deutschen Bundespräsidenten 2009 durch die Bundesversammlung am 23. Mai 2009 war Stender für die Sozialdemokratische Partei Deutschlands einer von 1244 Stimmberechtigten zur Entscheidung zwischen Joachim Gauck und Christian Wulff.

## Ehrungen
Für seinen Einsatz zur Lese-Lern-Förderung wurde Stender mehrfach ausgezeichnet:
- 1999: Stadtkulturpreis durch den Freundeskreis Hannover[1]
- 2012: Bundesverdienstkreuz am Bande.[2][11]
- 2014: Plakette für Verdienste um die Landeshauptstadt Hannover.[6]
- 2015: Gelsenkirchener Leselernpreis[12]
- 2017: Mit dem vom Freiwilligenzentrum Hannover organisierten und erstmals durch die Stiftung der Sparda-Bank Hannover mit 10.000 Euro dotierten Preis – verteilt auf verschiedene Geehrte – erhielt Stender eine bronzene Leinestern-Skulptur der Bildhauerin Ulrike Enders.[9]